# الخبير (أسماء الله الحسنى)
الخبير هو من أسماء الله الحسنى، وهو من صيغ المبالغة، ومعناه: العالم بما كان وما يكون، والخبير هو الذي لا يخفى عليه شيء في الأرض ولا في السماء.

## في القرآن الكريم
ورد في القرآن الكريم في أربعين آية، وورد الخبير مقترناً بثلاثة أسماء:
- مقترنا مع اسم الحكيم منها قوله تعالى:[3]﴿وَهُوَ الْقَاهِرُ فَوْقَ عِبَادِهِ وَهُوَ الْحَكِيمُ الْخَبِيرُ﴾ سورة الأنعام:18
- ومقترناً مع اسم اللطيف :[3]﴿لَا تُدْرِكُهُ الْأَبْصَارُ وَهُوَ يُدْرِكُ الْأَبْصَارَ وَهُوَ اللَّطِيفُ الْخَبِير﴾ سورة الأنعام:103
- ومقترناً مع اسم العليم في قوله تعالى :[3]﴿نَبَّأَهَا بِهِ قَالَتْ مَنْ أَنْبَأَكَ هَذَا قَالَ نَبَّأَنِيَ الْعَلِيمُ الْخَبِيرُ﴾ سورة التحريم:3

## الأقوال في معناه
- قال السعدي:[4]«العليم الخبير وهو الذي أحاط علمِه بالظواهر والبواطن، والإسرار والإعلان، وبالواجبات والمستحيلات والممكنات وبالعالم العلوي والسفلي، وبالماضي والحاضر والمستقبل، فلا يخفى عليه شيء من الأشياء»
- قال الغزالي:[5]«الخبير هو الذي لا تعزب عنه الأخبار الباطنة ولا يجري في الملك والملكوت شيء ولا يتحرك ذرة ولا يسكن ولا يضطرب نفس ولا يطمئن إلا ويكون عنده خبره. وهو بمعنى العليم، لكن العليم إذا أضيف إلى الخفايا الباطنة سمي خبرة وسمي صاحبها خبيرًا»
- قال ابن القيم:[6]«الخبير: الذي انتهى علمه إلى الإحاطة ببواطن الأشياء وخفاياها كما أحاط بظواهرها.»
- قال ابن عاشور:[7]«والخبير: العالم بدقائق الأمور المعقولة والمحسوسة والظاهرة والخفية»
- قال الخطابي:[8]«هو العالم بكنه الشّيء، المطّلع على حقيقته»
- قال أبو هلال العسكري[9]:«الفرق بين العلم والخُبر: أنّ الخبر هو العلم بكنه المعلومات على حقائقها، ففيه معنى زائد على العلم»